# Domenic Weinstein
Domenic Weinstein (Villingen-Schwenningen, 27 agosto 1994) è un ex pistard e ciclista su strada tedesco, campione europeo 2018 di inseguimento individuale e due volte medaglia d'argento mondiale di specialità.

## Palmarès

### Pista
- 2011

Campionati tedeschi, Americana Junior (con Arne Egner)
Campionati del mondo, Corsa a punti Junior
- 2014

Öschelbronn, Scratch
Dudenhofen, Scratch
Campionati europei, Americana Under-23 (con Leon Rohde)
Campionati tedeschi, Inseguimento individuale
- 2015

Campionati tedeschi, Inseguimento individuale
Campionati tedeschi, Inseguimento a squadre (con Henning Bommel, Theo Reinhardt e Nils Schomber)
1ª prova Coppa del mondo 2015-2016, Inseguimento individuale (Cali)
- 2017

Campionati tedeschi, Inseguimento individuale
Campionati tedeschi, Inseguimento a squadre (con Lucas Liß, Theo Reinhardt e Kersten Thiele)
- 2018

Campionati tedeschi, Inseguimento individuale
Campionati europei, Inseguimento individuale
- 2019

3ª prova Coppa del mondo 2019-2020, Inseguimento a squadre (Hong Kong, con Theo Reinhardt, Leon Rohde e Felix Groß)
- 2021

1ª prova Coppa delle Nazioni, Inseguimento a squadre (Hong Kong, con Felix Groß, Marco Mathis, Theo Reinhardt e Leon Rohde)

### Strada

#### Altri successi
- 2015 (Rad-Net Rose Team)

Campionati tedeschi, Cronosquadre
- 2016 (Rad-Net Rose Team)

Campionati tedeschi, Cronosquadre

## Piazzamenti

### Competizioni mondiali
- Campionati del mondo su pista

Mosca 2011 - Scratch Junior: 8º
Mosca 2011 - Corsa a punti Junior: vincitore
St. Quentin-en-Yv. 2015 - Inseguimento a squadre: 4º
Londra 2016 - Inseguimento a squadre: 6º
Londra 2016 - Inseguimento individuale: 2º
Londra 2016 - Americana: 9º
Pruszków 2019 - Inseguimento a squadre: 5º
Pruszków 2019 - Inseguimento individuale: 2º
Berlino 2020 - Inseguimento a squadre: 7º
Berlino 2020 - Inseguimento individuale: 9º
- Giochi olimpici

Rio de Janeiro 2016 - Inseguimento a squadre: 5º
Tokyo 2020 - Inseguimento a squadre: 6º

### Competizioni europee
- Campionati europei su pista

Anadia 2012 - Inseguimento a squadre Junior: 3º
Anadia 2012 - Corsa a punti Junior: 17º
Anadia 2012 - Americana Junior: 3º
Panevėžys 2012 - Americana: 10º
Anadia 2014 - Inseguimento a squadre Under-23: 3º
Anadia 2014 - Corsa a punti Under-23: 7º
Anadia 2014 - Americana Under-23: vincitore
Grenchen 2015 - Inseguimento a squadre: 5º
Grenchen 2015 - Inseguimento individuale: 2º
Berlino 2017 - Inseguimento a squadre: 4º
Berlino 2017 - Inseguimento individuale: 3º
Glasgow 2018 - Inseguimento a squadre: 4º
Glasgow 2018 - Inseguimento individuale: vincitore
Apeldoorn 2019 - Inseguimento a squadre: 5º
Apeldoorn 2019 - Inseguimento individuale: 2º
- Campionati europei su strada

Herning 2017 - Cronometro Elite: 14º